# Chelsea Sodaro
Chelsea Sodaro (* 9. Mai 1989 in DeForest, Wisconsin als Chelsea Reilly) ist eine US-amerikanische Triathletin und Siegerin des Ironman Hawaii 2022, mehrfache Ironman 70.3-Siegerin (2018–2019). Sie wird in der Bestenliste US-amerikanischer Triathletinnen auf der Ironman-Distanz geführt.

## Werdegang
Chelsea Sodaro wuchs in Davis auf. Sie besuchte die University of California, Berkeley, mit einem Sportstipendium. Bei den US-amerikanischen Leichtathletik-Hallenmeisterschaften 2013 gewann sie das 3000-Meter-Rennen vor Emily Infeld.
Mit dem Ironman 70.3 Indian Wells-La Quinta im Dezember 2018 gewann sie im Triathlon ihr erstes Ironman 70.3-Rennen (1,9 km Schwimmen, 90 km Einzelzeitfahren ohne Drafting und 21,1 km Laufen). Im September 2019 wurde sie in Nizza Vierte bei der Ironman-70.3-Weltmeisterschaft.
Chelsea Sodaro startete am 28. August 2021 für das im Collins Cup der Professional Triathletes Organisation zusammengestellte Team USA – zusammen mit Skye Moench, Jocelyn McCauley, Jackie Hering, Katie Zaferes, Taylor Knibb, Sam Long, Collin Chartier (Ersatz für Rodolphe Von Berg), Matt Hanson, Ben Kanute, Justin Metzler und Andrew Starykowicz.
Chelsea Sodaro ist verheiratet und ist seit 2021 Mutter einer Tochter.

### Siegerin Ironman World Championships 2022
Bei ihrem ersten Start auf der Langdistanz wurde die 33-Jährige im Juni 2022 nach ihrer Mutterschaftspause im Ironman Hamburg Zweite und trug sich mit der zweitschnellsten Zeit in der Bestenliste US-amerikanischer Triathletinnen auf der Ironman-Distanz ein.
Im Oktober siegte Sodaro bei ihrer ersten Teilnahme beim Ironman Hawaii als zweitschnellste Frau in der Geschichte des Wettbewerbs in 8:33:46 Stunden.
Im März 2024 verbesserte die 34-jährige US-Amerikanerin beim Ironman New Zealand den Streckenrekord bei den Frauen auf 08:40:06 Stunden.
Im September wurde sie Dritte bei den Ironman World Championships in Nizza.

## Auszeichnungen
- Rookie of the Year: Im Januar 2023 wurde Chelsea Sodaro in Nizza von der PTO zum „Rookie des Jahres“ gewählt.[6]

## Sportliche Erfolge
| Datum/Jahr    | Platz | Wettbewerb                          | Austragungsort       | Zeit     | Bemerkung                                                     |
| ------------- | ----- | ----------------------------------- | -------------------- | -------- | ------------------------------------------------------------- |
| 8. Juni 2025  | 2     | Eagleman Ironman 70.3               | Cambridge (Maryland) | 03:59:22 |                                                               |
| 4. Feb. 2024  | 1     | Ironman 70.3 Tasmania               | Hobart               | 03:54:10 | [ 7 ]                                                         |
| 1. Apr. 2023  | 2     | Ironman 70.3 California             | Oceanside            | 04:09:31 |                                                               |
| 24. Juli 2022 | 3     | PTO Canadian Open                   | Edmonton             | 03:34:56 |                                                               |
| 7. Mai 2022   | 3     | Ironman 70.3 Mallorca               | Alcúdia              | 04:30:55 |                                                               |
| 28. Aug. 2021 | 2     | PTO Collins Cup                     | Šamorín              | 03:35:49 | im Team USA                                                   |
| 8. Dez. 2019  | 3     | Ironman 70.3 Indian Wells-La Quinta | Indian Wells         |          |                                                               |
| 3. Nov. 2019  | 1     | Ironman 70.3 Buenos Aires           | Buenos Aires         |          | Ironman 70.3 South American Championships                     |
| 29. Sep. 2019 | 1     | Ironman 70.3 Augusta                | Augusta              |          | Siegerin neben Lionel Sanders bei den Männern                 |
| 7. Sep. 2019  | 4     | Ironman 70.3 World Championships    | Nizza                | 04:31:07 | Weltmeisterschaft beim Ironman 70.3 Nizza; hinter Daniela Ryf |
| 27. Juli 2019 | 1     | Ironman 70.3 Santa Rosa             | Sonoma County        |          |                                                               |
| 9. Dez. 2018  | 1     | Ironman 70.3 Indian Wells-La Quinta | Indian Wells         |          |                                                               |
| 10. Juni 2018 | 1     | ITU Triathlon World Cup             | Huatulco             | 01:01:14 |                                                               |

| Datum/Jahr    | Platz | Wettbewerb                  | Austragungsort | Zeit     | Bemerkung                                          |
| ------------- | ----- | --------------------------- | -------------- | -------- | -------------------------------------------------- |
| 16. Aug. 2025 | 3     | Ironman Kalmar              | Kalmar         | 08:45:42 |                                                    |
| 22. Sep. 2024 | 3     | Ironman World Championships | Nizza          | 09:04:38 |                                                    |
| 2. März 2024  | 1     | Ironman New Zealand         | Taupō          | 08:40:06 | neuer Streckenrekord                               |
| 14. Okt. 2023 | 6     | Ironman Hawaii              | Hawaii         | 08:42:25 |                                                    |
| 6. Okt. 2022  | 1     | Ironman Hawaii              | Hawaii         | 08:33:46 | [ 11 ]                                             |
| 5. Juni 2022  | 2     | Ironman Hamburg             | Hamburg        | 08:36:42 | Schwimmen 54:48, Radfahren 4:42:08, Laufen 2:51:45 |

(DNF – Did Not Finish)